# 지중해긴귀박쥐
지중해긴귀박쥐(Plecotus kolombatovici)는 애기박쥐과에 속하는 박쥐의 일종이다. 알바니아와 알제리, 크로아티아, 키프로스, 그리스(크레타), 이탈리아, 레바논, 리비아, 몰타, 모로코, 세르비아, 튀니지 그리고 터키에서 발견된다.

## 특징
작은 박쥐로 몸통 길이가 42~54mm이고 전완장은 36~42mm, 꼬리 길이는 42~48mm이다. 귀 길이는 33~38mm이고 몸무게는 최대 8g이다. 털이 길고 무성하며 갈색빛 회색을 띤다.

## 생태
여름에는 암컷들이 10~30마리씩 최대 120마리까지 보육 집단을 형성하여 바위틈과 고대 기념물, 유적, 동굴, 건물에서 은신한다. 겨울에는 암수 모두 혼자 또는 최대 10마리까지 작은 무리를 지어 건물과 탄광, 동굴, 우물, 나무 구멍 속에서 은신한다. 곤충 특히 나방을 먹고 좀더 적게는 앞이 트인 공간과 농경지, 작은 수원지에서 딱정벌레와 파리 등을 잡아 먹는다.

## 분포 및 서식지
크로아티아와 보스니아 헤르체고비나의 아드리아 해안가를 따라 발칸반도에 파편적으로 분포하고 그리스 중부 지역과 펠로폰네소스반도, 크레타섬, 로도스섬, 키프로스, 고조섬에서 발견되는 반면에 근동 지역은 아나톨리아 지역 남부부터 최대 시리아 북서부와 레바논 지역에서 서식한다. 이스라엘과 팔레스타인, 요르단 서부에서도 분포하는 것으로 추정된다. 판텔레리아에서 관찰된 기록은 일부 저자들이 잘못된 것으로 간주하고 있다. 준건조 지역과 스텝 지대에서 서식한다.